# Wielki nieznajomy
Wielki nieznajomy. Obrazy naszych czasów – powieść Józefa Ignacego Kraszewskiego, pierwotnie publikowana w latach 1871–1872 w „Tygodniku Mód i Nowości” . Osobno wydana dopiero w 1960 w Krakowie .
Powieść została napisana po pobycie pisarza w Krynicy w roku 1866 i dotyczy zaobserwowanych tam zjawisk .